# Believer
Believer je sedmé studiové album americké křesťansky rockové skupiny Kutless. Vydáno bylo 28. února 2012 ve vydavatelství BEC Recordings a obsahuje třináct skladeb.

## Seznam skladeb
| Seznam skladeb Believer | Seznam skladeb Believer | Seznam skladeb Believer |
| Pořadí                  | Název                   | Délka                   |
| ----------------------- | ----------------------- | ----------------------- |
| 1.                      | If It Ends Today        | 3:26                    |
| 2.                      | Carry On                | 3:42                    |
| 3.                      | All Yours               | 3:36                    |
| 4.                      | Even If                 | 3:40                    |
| 5.                      | Hero                    | 3:30                    |
| 6.                      | Identity                | 3:16                    |
| 7.                      | Need                    | 3:33                    |
| 8.                      | Come Back Home          | 3:30                    |
| 9.                      | This Is Love            | 3:20                    |
| 10.                     | Gravity                 | 3:26                    |
| 11.                     | I'm with You            | 3:47                    |
| 12.                     | Believer                | 4:11                    |
| 13.                     | Carry Me to the Cross   | 3:30                    |
| Celková délka:          | Celková délka:          | 46:18                   |